# Sauda
Sauda é uma comuna da Noruega, com 513 km² de área e 4 878 habitantes (censo de 2004).         